# 域关系演算
在计算机科学中，域关系演算(DRC)是Michel Lacroix和 Alain Pirotte为关系数据模型发明的的作为声明性数据库查询语言。
在 DRC 中，“查询”有如下形式:
{\displaystyle {<X1,X2,....,Xn>|p(<X1,X2,....,Xn>)}}
这里的 Xi 要么是一个域变量要么是一个常量，而 p(<X1, X2, ...., Xn>) 指示一个 DRC “公式”。 查询的结果为使得这个 DRC 为真的元组 Xi 到 Xn 的集合。
域关系演算可以使用量词，同时使用与{\displaystyle \wedge }、或{\displaystyle \vee }、非{\displaystyle \neg }（以及蕴含算符）；
尽管如此，域关系演算的表达能力同非递归的Datalog程序是一样的 ，也等价于关系代数。

## 例子
设 A, B, C 为 Rank, Name, ID
而 D, E, F 为 Name, DeptName, ID
找到星际飞船 USS Enterprise 的所有首领:
- {<A, B, C> | <A, B, C> ∈ Enterprise ∧ A = "Captain" }

在这个例子中，A, B, C 同时指示结果集合和在表 Enterprise 中的一个集合。
找到在 Stellar Cartography 部门工作的 Enterprise 船员的名字:
- {<B> | ∃ A, C ( <A, B, C> ∈ Enterprise ∧ ∃ D, E, F(<D, E, F> ∈ Departments ∧ F = C ∧ E = "Stellar Cartography" ))}

在这个例子中，我们只查找名字，所以 <B> 指示列名。F = C 是个要求，因为我们需要找到 Enterprise 船员并且他们在 Stellar Cartography 部门工作。
前面例子的另一个可替代表示为:
- {<B> | ∃ A, C (<A, B, C> ∈ Enterprise ∧ ∃ D (<D, "Stellar Cartography", C> ∈ Departments))}

在这个例子中，要求的 F 域的值被直接的放置在公式中，而 C 域变量重新用于部门存在性的查询中，因为它已经持有了一个船员的 id。